# Call of Duty: Modern Warfare 2
 (janvier 2023).
- Si vous ne connaissez pas le sujet, laissez ce bandeau (vous pouvez alors contacter les auteurs).
- Si vous supprimez le contenu mis en cause (vous pouvez préalablement contacter les auteurs),

argumentez précisément cette suppression dans la page de discussion
(un manque de référence n'est pas un argument ; une recherche réelle de référence doit avoir été effectuée, être formellement documentée).
Pour le jeu vidéo de 2022, voir Call of Duty: Modern Warfare II.
Pour le jeu vidéo sur Nintendo DS, voir Call of Duty: Modern Warfare: Mobilized.
Call of Duty : Modern Warfare 2 (ou simplement Modern Warfare 2) est un jeu de tir à la première personne développé par Infinity Ward, et édité par Activision. Il bénéficie d'une sortie mondiale sur consoles Xbox 360, PlayStation 3 (PS3) ainsi que sur Microsoft Windows le 10 novembre 2009.
Sixième épisode de la série Call of Duty, il s'agit de la suite directe de Call of Duty 4: Modern Warfare au niveau du scénario. C'est le premier épisode de la série nécessitant la plateforme Steam sur PC (et l'acceptation de l'Accord de Souscription Steam) afin de pouvoir activer le jeu et procéder à son installation.
Gros projet pour l'éditeur Activision, l'investissement est estimé à environ 200 millions de dollars dont 20 pour le développement. À sa sortie, il connait un énorme succès commercial avec 4,7 millions d'exemplaires d'unités écoulées en quelques jours, faisant du jeu le plus gros lancement de l'histoire du jeu vidéo et même de l'histoire du divertissement en termes de recettes. Il sera ensuite dépassé par celui de Call of Duty: Black Ops. Les ventes totales sont estimées à 25 millions de copies dans le monde entier. Une réédition de la campagne, Call of Duty: Modern Warfare 2 Campaign Remastered, est sortie le 31 mars 2020 sur PlayStation 4 et PlayStation 5, Sony bénéficiant d'une exclusivité temporaire d'un mois, puis le 30 avril 2020 sur Windows et Xbox One.

## Trame

### Univers
Call of Duty: Modern Warfare 2 se déroule 5 ans après les événements du premier Modern Warfare, lesquels sont censés se dérouler en 2011. La Russie serait en pleine guerre civile : loyalistes contre ultra-nationalistes. En même temps au Moyen-Orient, un coup d'état mené par un mouvement anti-occidental aurait eu lieu. Cette action déclencha l'invasion américaine du pays. Pendant ce temps, les SAS britanniques opéraient en Russie avec l'aide des loyalistes afin de sauver leur contact infiltré : Nikolaï. Au Moyen-Orient, les Américains progressèrent rapidement vers la capitale mais une ogive nucléaire explosa décimant plusieurs milliers d'Américains sur place. Grâce aux informations de Nikolaï, les SAS purent capturer le chef du mouvement arabe, Al-Asad, qui avant d'être exécuté par les SAS leur révéla le vrai responsable de l'explosion : son homologue russe, Zakhaev. Dès lors, une force conjointe "Force Reconnaissance-SAS" fut mise en place pour l'arrêter en commençant par son fils, Victor. Cependant, lorsqu'il fut encerclé, il décida de se tuer au lieu de se rendre. Zakhaev, accusant les occidentaux de la mort de son fils, prit alors le contrôle d'une base de missiles nucléaires russe pour les envoyer contre la côte Est des États-Unis. La force conjointe put activer l'auto-destruction des missiles à temps, et élimina Zakhaev.
À la suite de cet événement, le parti ultra-nationaliste était confronté à un conflit interne se disputant la position du chef. Malgré cela, 5 ans plus tard les ultra-nationalistes avaient gagné la guerre civile, et l'un de ses officiers, Boris Vorshevsky, fut élu président de la nouvelle Russie. Zakhaev y est considéré comme un héros et célébré par une statue et un aéroport international à Moscou est rebaptisé à son nom. Vladimir Makarov, un personnage dangereux et fanatique était tenu en laisse par l'ancien chef ultra-nationaliste de son vivant. Mais ce dernier mort, il n'y avait plus personne pour le contrôler. En raison de son caractère psychotique, Makarov fut exclu du cercle privé de Vorshevsky. Il fit alors scission avec le reste des ultra-nationalistes, et créa sa propre armée (clandestine) en se nommant les « Exécuteurs de Zakhaev ». Ces derniers, dénonçant aussi bien les occidentaux que le nouveau gouvernement russe, commettent alors attentats et massacres au Royaume-Uni et en Russie. Pour lutter contre cette menace, une force multinationale anti-terroriste appelée « Task Force 141 » fut créée, regroupant des membres de Forces armées de plusieurs pays anglo-saxons : américaines, britanniques, canadiennes et australiennes, sous le contrôle de l'armée américaine, incarnée par le Général Sheperd.
Tout comme ses prédécesseurs, Call of Duty: Modern Warfare 2 fait des clins d'œil à différentes œuvres cinématographiques tels que  The Rock, La Chute du faucon noir, Cliffhanger, GoldenEye ou encore L'Aube rouge.
Lors du combat dans la salle des douches, on peut reconnaître la trame sonore et l'endroit du film. Le jeu fait référence au combat qu'il y a eu dans le film The Rock mettant en vedette Sean Connery, Nicolas Cage et Ed Harris sorti en 1996.

### Personnages principaux
La campagne est jouée principalement depuis deux perspectives : celle de la Task Force 141 et celle des Rangers américains.
La première se joue dans la peau du sergent Gary "Roach" Sanderson, protagoniste de l'épisode. Le joueur reprendra également le rôle du capitaine  "Soap" MacTavish, son supérieur, qui peut être considéré comme le protagoniste de la série Modern Warfare, l'ayant déjà incarné dans Call of Duty 4 (en tant que sergent). Jusqu'à cet instant, il est seulement un PNJ caractérisé par son accent écossais (dans la version anglaise) et sa crête iroquoise. Lors de leurs opérations, ils sont accompagnés de Simon "Ghost" Riley qui porte un balaclava peint d'une tête de mort en tant que signe distinctif. Il est d'origine britannique, et fait bien entendre son accent londonien dans la version originale. Comme Soap, il faisait partie du SAS avant d'être intégré dans la Task Force.
Le joueur commence la campagne américaine avec le première classe Joseph Allen. Cependant, il meurt assez rapidement et le joueur incarne alors le soldat James Ramirez des Rangers américains. Leurs supérieurs directs sont le sergent Foley et le caporal Elie Dunn.
Le principal antagoniste de l'épisode est Vladimir Makarov, dangereux terroriste qui déclenche une guerre entre les États-Unis et la Russie. Makarov en veut particulièrement aux Américains et Britanniques qui ont tué son ancien chef, Zakhaev.
Un autre personnage important qui se révélera être le chef des antagonistes est le Lieutenant-Général Shepherd, commandant des forces spéciales Rangers de l'armée américaine, mais aussi, au cours du jeu, des opérations de la Task Force 141. Il commandait l'ensemble des forces armées américaines durant l'invasion au Moyen-Orient, 5 ans avant les événements de Modern Warfare 2. Vrai patriote américain, il ne se préoccupe cependant pas énormément de la sécurité de ses hommes (ni de la sienne) lors des tirs d'artillerie...
Au cours du jeu, le joueur  retrouve le capitaine John Price, commandant des SAS dans Call of Duty 4 et supérieur de Soap lorsqu'il était sergent à l'époque. Il était présumé mort à la fin de cet épisode avec le reste de l'équipe, ne laissant que Soap pour survivant certain. À son retour, il reprend les commandes de la Task Force avec Soap toujours en tant que capitaine.
Parmi les personnages secondaires, le joueur  retrouve Nikolaï, l'informateur russe présent dans Call of Duty 4. Il s'occupe principalement du soutien aérien (notamment aux commandes du Sikorsky MH-53 "Pave Low" dans la favela, et d'autres appareils dans le dernier acte). Le joueur trouvera aussi des personnages moins importants, comme Royce, chef d'un groupe de la TF141 ; Worm, qui obéit sous les ordres de MacTavish ; Scarecrow, Ozone et Zero, qui accompagnent Ghost ; Archer et Toad, deux snipers en soutien ; Morgan, un soldat portant une M240 ; Sandler et McCord, qui accompagnent Ramirez dans Washington ou Wade, un Ranger qui aidera Ramirez durant le crash de son appareil.

### Histoire

#### Acte I

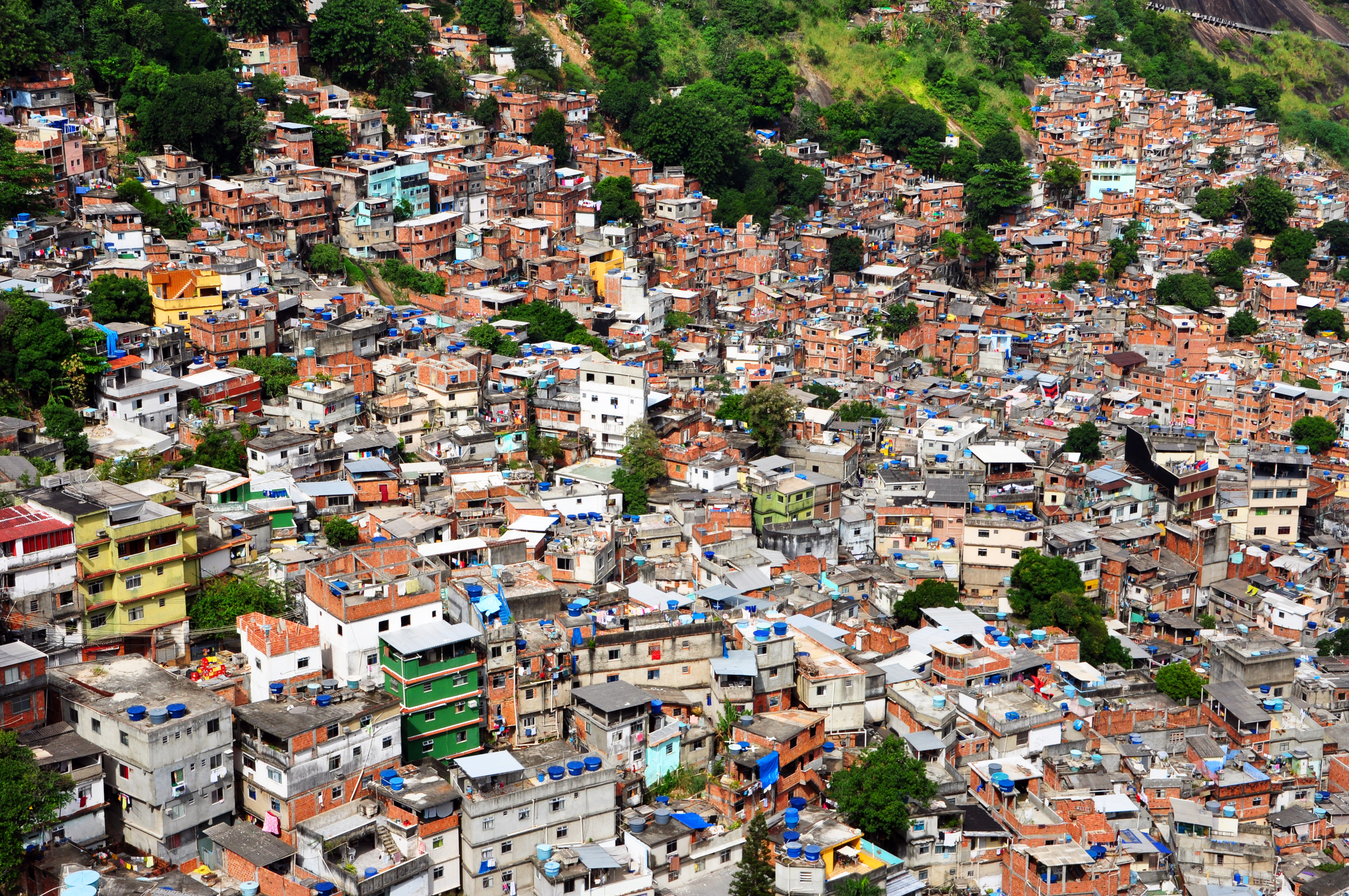
Favela de Rio de Janeiro.

2016, en Afghanistan, les compétences d'un certain Joseph Allen du 1er bataillon des Rangers intéressent le général Shepherd. Après une opération menée contre ce qui reste du mouvement anti-occidental de Khaled Al-Assad en Afghanistan, il le recrute au sein de la Task Force 141 pour une opération spéciale, consistant en tant qu'agent de la CIA à infiltrer une organisation terroriste dirigée par un ultranationaliste fanatique du nom de Vladimir Makarov. Au même moment, deux membres de la Task Force, MacTavish et Roach récupèrent à eux seuls les informations d'un satellite de surveillance américain dans une base russe située au fin fond des montagnes glacées du Kazakhstan.
Sous haute couverture, le soldat Allen — profondément infiltré en tant qu'Alexei Borodin — participe au massacre de l'aéroport international Zakhaev de Moscou avec Makarov  et ses hommes. Étrangement, ces derniers ne s'expriment pas en russe durant l'opération et utilisent uniquement des armes d'origine américaine. Une fois la mission accomplie, Makarov et ses hommes s'apprêtent à s'enfuir mais Allen se retrouve abattu par surprise et laissé pour mort sur les lieux. Le FSB, découvrant l'identité d'Allen, promet de se venger des américains.
Seul témoin de la vérité, la Task Force 141 doit capturer Alejandro Rojas, un marchand de mort qui a équipé les terroristes. À travers les favelas de Rio infestées de miliciens les prenant pour des tueurs voulant s'emparer de leur territoire, la Task Force arrive à attraper « Alex le Rouge », mais trop tard: malgré la récupération des données du satellite par MacTavish et Roach, les Russes avaient réussi à cracker le système de surveillance du NORAD, leur faisant croire à une invasion par l'Alaska et la côte Ouest des États-Unis alors qu'ils envahissaient la côte Est.

#### Acte II

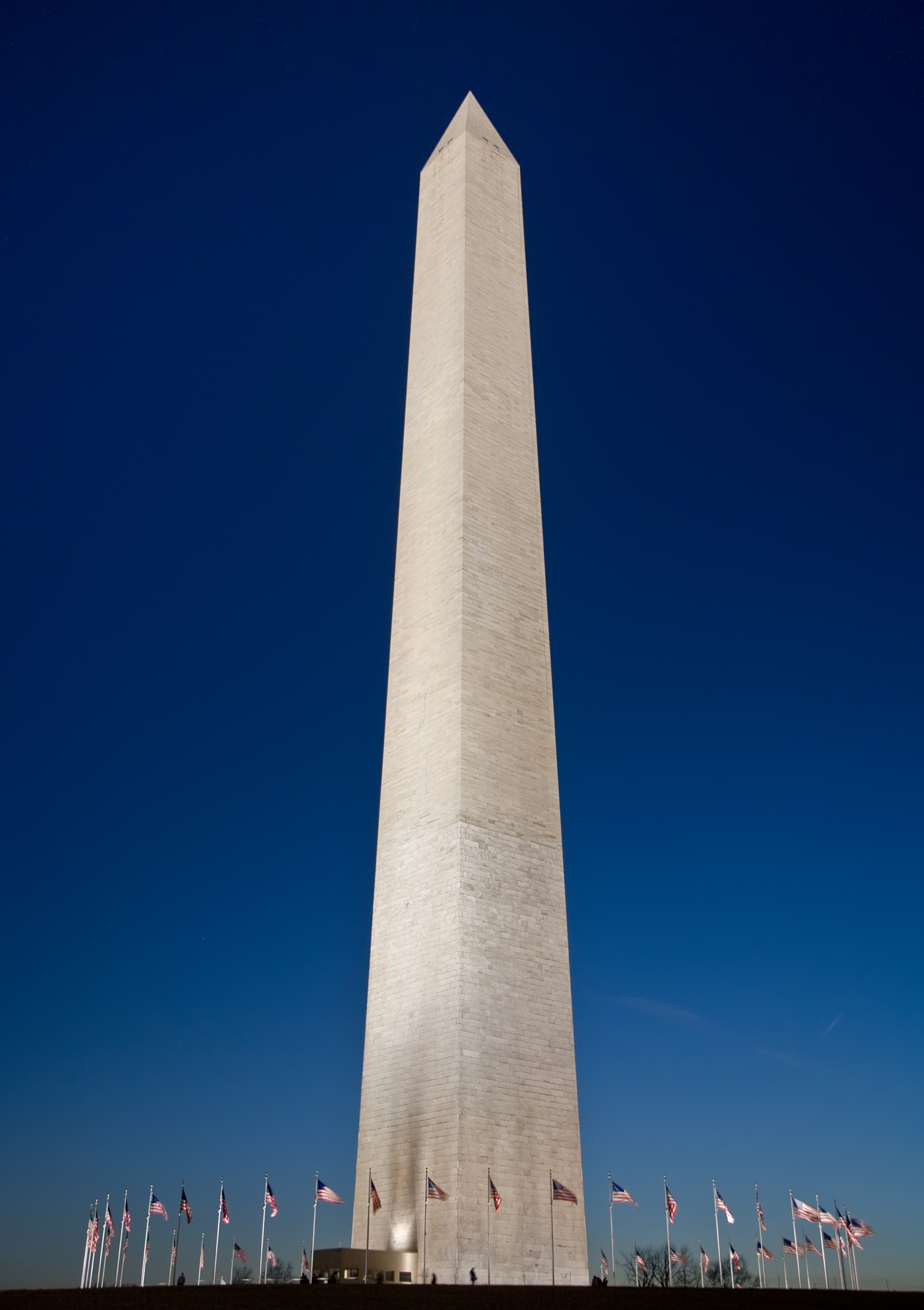
Le Washington Monument est endommagé dans le jeu, laissant voir une partie de son ossature métallique.

Lors de l'invasion, Foley, Dunn et Ramirez sont sur place, en Virginie pour défendre le territoire. Les Russes ont eu le temps de bien s'installer et d'investir les lieux, menant une invasion aéroportée à grande échelle en larguant artillerie, véhicules blindés et des troupes au-delà de l'I-95. L'escouade de Foley accomplit plusieurs missions telles que protéger un VIP et détruire des sites de DCA ennemis abattant les hélicoptères évacuant les civils avant de se replier vers la capitale.
Avec la guerre sur le sol même des États-Unis, toutes les lignes de communication sont coupées ou occupées et le capitaine MacTavish opérant au Brésil n'arrive pas à joindre le commandement américain. Il contacte alors Nikolaï, l'informateur russe qu'il a sauvé 5 ans auparavant. Celui-ci vient les récupérer en Pave Low alors que les membres de la Task Force sont aux prises avec les milices du bidonville.
Une fois évacué du Brésil, Shepherd charge ses hommes de mener la contre-attaque aux côtés de la Sixième flotte. Ils doivent prendre le contrôle des plates-formes pétrolières abritant des batteries de missiles sol-air (et des otages servant de boucliers humains, histoire de dissuader l'US Navy de simplement tout faire sauter), au large de la côte de Russie d'extrême Orient. La Task Force investit les lieux par voie sous-marine, sécurise les plates-formes de forage et libère les otages détenus, laissant le champ libre à la flotte américaine.

MacTavish et ses hommes participent ensuite à la libération d'un certain "prisonnier 627" dans une ancienne forteresse transformée en goulag. L'assaut se montre violent, avec une flotte américaine déchaînant toute sa puissance sur le bâtiment qu'ils ne doivent malgré tout pas détruire complètement. Shepherd parvient à obtenir un "cessez-le-feu" provisoire pour que l'équipe de MacTavish puisse récupérer le prisonnier. Ils y découvrent alors que le prisonnier 627 n'est autre que le capitaine Price (qui a été emprisonné après l'échec de l'Opération Kingfish, qui consistait à retrouver Makarov en 2013). Les bombardements navals reprennent, et ils doivent quitter les lieux avec précipitation. MacTavish arrive à joindre un hélicoptère à temps pour une extraction en grappe, de justesse.
Pendant ce temps, à Washington, D.C., les Américains sont en mauvaise posture. L'abri souterrain situé sous le Washington Monument et dans lequel se trouvent Foley et son équipe ne va pas tenir longtemps face aux assauts russes. Dehors, la National Mall s'est changée en guerre de tranchées avec dans le fond, un Capitole dont le dôme est à moitié détruit. Foley est chargé de mener ses troupes pour reprendre le département du Commerce, point stratégique tenu par l'ennemi. Leur progression est difficile, les ennemis arrivant en masse. Ils parviennent à sécuriser un nid-de-pie et retournent les armes de l'ennemi contre lui, avant d'être forcé d'évacuer sur le toit où un hélicoptère Black Hawk les attend. Ramirez prend le poste de tireur du minigun, tandis que le pilote survole le mémorial de la Seconde Guerre Mondiale, et anéantit les forces ennemies présentes là-bas. Touché plusieurs fois, le Faucon Noir finit par se crasher. Ramirez se réveille coincé dans le Black Hawk, les autres soldats faisant ce qu'ils peuvent pour repousser l'ennemi. Les munitions s'épuisent, l'un des rangers est tué par une balle dans la tête et pour couronner le tout, un hélicoptère russe Havoc s'apprête à les éliminer, les aveuglant avec son projecteur...

#### Acte III

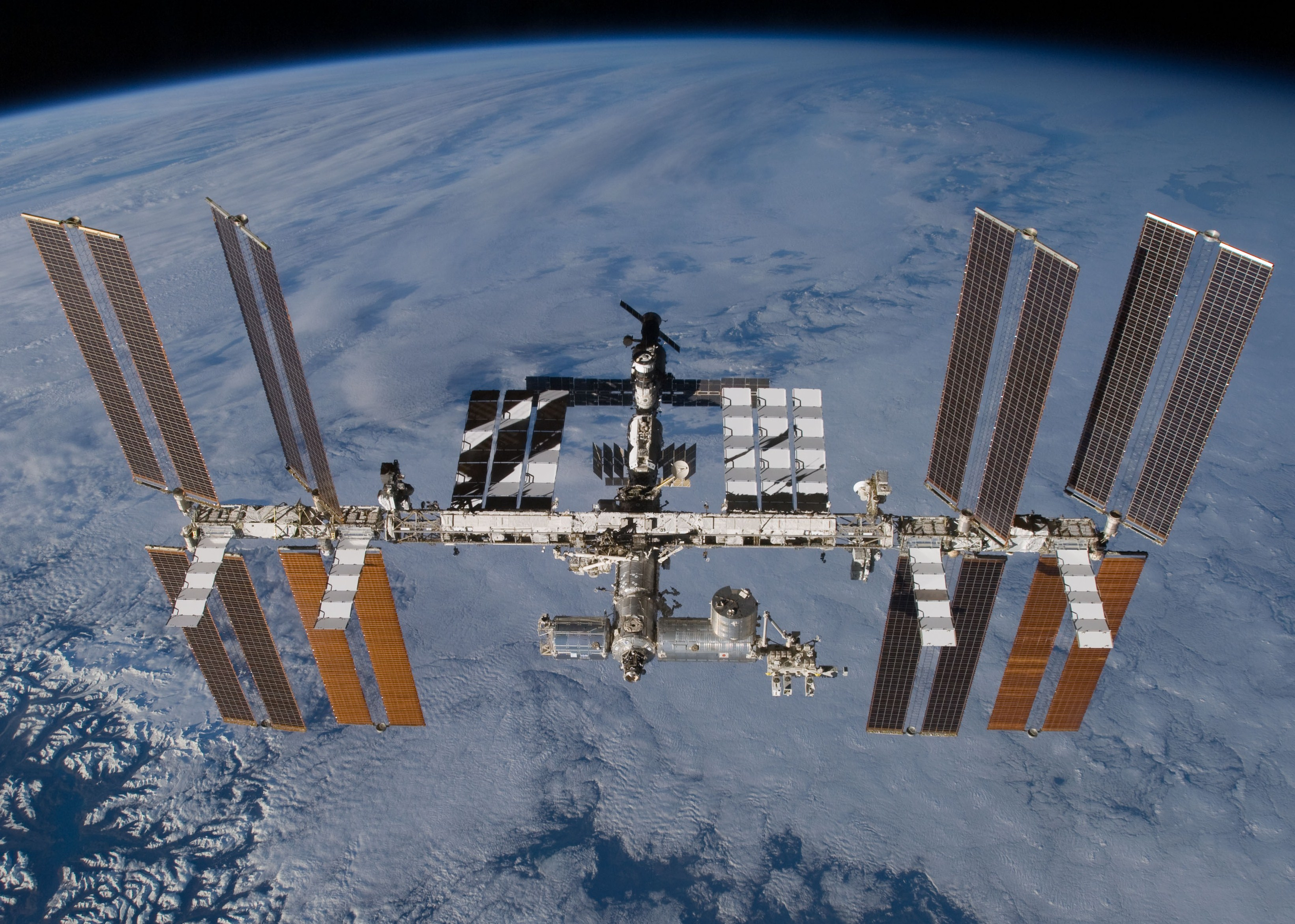
Dans Modern Warfare 2, la Station spatiale internationale est complètement détruite par l'onde de choc de l'explosion de la bombe IEM en haute atmosphère.

Flashback : Après sa libération, le capitaine Price décide « de provoquer une explosion pour éteindre le feu » et propose de s'emparer d'un sous-marin en Russie et de le retourner contre les Russes. Sans l'accord de Shepherd, la Task Force 141 prend d'assaut une base navale russe et Price infiltre le sous-marin, le reste de la Task Force étant là pour le couvrir. Mais Price ouvre les portes des silos et tire un missile nucléaire en direction de la côte Est des États-Unis...
Dans l'espace, un astronaute voit le missile s'approcher de la Station spatiale internationale. Le projectile explose alors en haute atmosphère, l'onde de choc balayant la Station spatiale et l'astronaute. Ramirez, quant à lui, voit au même moment l'explosion provoquer une puissante impulsion électromagnétique qui abat tous les aéronefs présents dans le ciel, y compris l'hélicoptère qui les menaçait et sème le chaos le plus total dans les forces d'invasion russes. La ville est dans le noir complet, tous les instruments ou matériels électroniques sont hors d'usage, y compris le viseur holographique du M4A1, rendant la visée imprécise. Informée par messager, l'équipe de Foley se dirige vers le « Whiskey Hotel », occupé par les Russes. Ils doivent prévenir le commandement américain de leur survie grâce aux moyens de communications de la Maison-Blanche, qui ont été spécialement conçus pour résister aux effets de l'IEM. Cependant, il s'avère que Washington va subir un bombardement afin d'éliminer les envahisseurs, le commandement américain n'ayant aucune nouvelle de ses troupes. Les soldats de Foley doivent alors se frayer un chemin jusqu'au toit de la Maison-Blanche pour signaler leur présence en déclenchant des IR Strobes vertes.
L'invasion russe des États-Unis se solde finalement par un échec mais a endommagé et choqué le pays comme il ne l'a jamais été. Les États-Unis n'ont qu'une idée en tête : se venger de cet assaut. Dunn n'a d'ailleurs qu'une envie, aller brûler Moscou comme les Russes ont brûlé Washington. Face à ces événements, le gouvernement donne carte blanche à Shepherd pour retrouver Makarov. Il confie la mission à la Task Force 141 qui se sépare en deux groupes pour attaquer les deux cachettes présumées de Makarov. Ghost et Roach commandent la première équipe dans la planque en Géorgie, tandis que Price et Soap s'occupent de la deuxième dans le cimetière d'avions en Afghanistan. Cependant, Makarov n'étant dans aucune de ces caches, Ghost et Roach se chargent de récupérer des données depuis la planque géorgienne. Ils trouvent des informations prouvant l'implication de Makarov dans le massacre de l'aéroport, mais les hommes de Makarov tentent alors de reprendre le site. Ghost et Roach parviennent à rejoindre les hommes de Shepherd in extremis, mais Roach est sévèrement blessé par un tir ennemi. Les deux hommes sont accueillis par Shepherd mais alors qu'ils s'apprêtent à embarquer dans l'hélicoptère, le général sort son revolver et tire sur Roach, le faisant s'effondrer. Ghost tente de riposter mais est abattu d'une balle dans la poitrine. Toujours vivant mais trop faible pour bouger, Roach observe Shepherd lui voler les données de Makarov. Lui et le corps de Ghost sont ensuite jetés dans un puits et aspergés d'essence. Shepherd jette un cigare sur eux, brulant les deux hommes avant de partir.
Soap, piégé entre les hommes de Makarov et la Shadow Company de Shepherd, doit se frayer un chemin dans un cimetière d'avions pour rejoindre Price, rejoindre l'avion de Nikolai qui vient les évacuer et réussit à embarquer à la volée. Price parvient à contacter Makarov et à faire une brève alliance avec lui, ayant aussi été manipulé par Shepherd. Grâce à cette ruse, il se procure les coordonnées de la cache de Shepherd dans le désert. Après avoir fui le cimetière, Price et Soap se retrouvent à court de munitions et deviennent des criminels de guerres, la Task Force 141 n'ayant plus d'appui légal après que Shepherd les ait désignés comme des traîtres. Ils se rendent dans des cavernes afghanes, QG de la Shadow Company de Shepherd sans véritable espoir de survivre. Après d'âpres combats, ce dernier s'enfuit en faisant exploser son QG. Une course poursuite en zodiac se déroule alors, et Price, d'un tir bien placé, descend le pilote de l'hélicoptère de Shepherd mais tombe avec Soap d'une haute cascade, ne pouvant résister aux rapides. Soap parvient à se relever, et erre avec son couteau dans la tempête de sable, afin de tuer Shepherd qui a réussi à sortir de son hélicoptère crashé. Le général s'appuie contre une voiture pour se reposer mais avant que Soap ne puisse le tuer, il riposte et le neutralise en l'empalant avec un couteau.
Le général recharge son revolver en expliquant les raisons de ses actes : 5 ans auparavant, alors qu'il dirigeait l’invasion du Moyen-Orient contre Al-Assad, il perdit 30 000 hommes sous son commandement lors de l’explosion de la bombe nucléaire. N’acceptant pas que le monde soit resté passif face aux ultranationalistes qui étaient les responsables, Shepherd a décidé de réanimer la flamme patriotique de son pays afin de réaffirmer la puissance américaine au premier rang mondial, en déclenchant une guerre ouverte contre la Russie ultranationaliste et d'en sortir vainqueur. Pour cela, il a infiltré le soldat Allen dans les rangs de Makarov et a volontairement informé ce dernier qu’il était une taupe, ce qui a valu au soldat d’être laissé pour mort sur les lieux, devenant à tort l’élément déclencheur de la guerre. Finalement, le seul véritable but du général était la vengeance de ses hommes, quitte à manipuler le monde entier. Après avoir révélé ses motivations, il décide de tuer Soap afin d'effacer toutes les preuves de ses actes.

« Il y a cinq ans, j'ai perdu 30.000 hommes, d'un coup, comme ça... Et qu'a fait le monde? Rien... Demain, il y aura toujours des volontaires. Il y aura toujours des patriotes. Je sais que vous comprenez... »

— Lieutenant-Général Shepherd à Soap, Call of Duty: Modern Warfare 2
Mais au moment où Shepherd s'apprête à tirer, Price se jette sur lui et engage un combat à mains nues. Shepherd prend le dessus et bat Price de plusieurs coups de poing. Pendant ce temps, Soap rassemble ses dernières forces pour retirer le couteau de son torse, et parvient à le lancer dans l'œil du général, le tuant sur le coup et mettant fin à sa vendetta. Les paupières de Soap se ferment peu à peu, Price gisant sur le sol, sans signe de vie sous ses yeux... Mais soudain, il se relève et aide Soap, qui reprend conscience, à faire de même. Ils sont rejoints par l'hélicoptère de Nikolaï, qui connaît un endroit où se cacher.

## Système de jeu

### Général
Le jeu garde sa simplicité en termes de jouabilité et de commandes. Le joueur a accès à une large palette d'armes, et peut en porter deux de classe différente (arme de poing, arme d'épaule, lance-grenades...) voire récupérer celles abandonnées ou lâchées par l'ennemi. Les armes disponibles disposent fréquemment d'améliorations : aides à la visée de tous types (viseur laser, lunette thermique, capteur cardiaque...), lance-grenades, jugés beaucoup trop puissants par la communauté, ou fusil à pompe intégré, silencieux, etc. Il est également possible de porter deux principaux types de grenades : anti-personnel ou spéciales (aveuglantes ou collantes). D'autres équipements sont à disposition comme le C-4 ou les mines M18A1 Claymore. Le joueur peut être amené à prendre le contrôle d'une tourelle type Gatling, d'une motoneige (d'où il peut tirer sur les ennemis avec un pistolet-mitrailleur), d'un missile air-sol téléguidé depuis une mallette contrôlant un drone Predator, ou encore à escalader un mur de glace en montagne avec des piolets. En termes de mouvement, le joueur peut sprinter, s'accroupir, ramper et sauter. Cependant, la possibilité de se pencher disponible dans les versions PC des précédents opus a été enlevée.
La série des Call of Duty a toujours reposé sur l'immersion, et la mise en scène spectaculaire des niveaux, qui coûtaient souvent la liberté d'action du joueur et dont la linéarité résultante a souvent été critiquée. Néanmoins, cet épisode a certains niveaux plus ouverts permettant de choisir entre plusieurs chemins, et plusieurs manières de mener à bien la mission (par exemple, la troisième mission est censée être jouée discrètement mais le joueur peut choisir de se faire remarquer).
Certains niveaux mettent le joueur dans des situations difficiles telles qu'un combat en pleine favela brésilienne où des civils fuient l'affrontement. Les ennemis font partie d'une milice locale protégeant la cible : un trafiquant d'armes. Il faudra distinguer ces miliciens (ne portant pas d'uniforme) des habitants non hostiles qui ne doivent évidemment pas être touchés.
Les armes ennemies (que le joueur  peut ramasser) sont désormais pour la plupart personnalisées, c'est-à-dire avec des accessoires. Cependant, ces accessoires, dans la campagne solo (contrairement au multijoueur), sont prédéfinis et il est impossible de les choisir. L'arme de poing a d'autres « accessoires » que le silencieux : Le joueur  peut s'équiper d'un couteau tactique qui fera en sorte que le joueur aura une nouvelle posture où il tient un pistolet d'une main et un couteau de l'autre. Le joueur peut aussi manier deux pistolets (Akimbo) comme deux Desert Eagle. Il existe deux sortes de pistolets dans le jeu : les armes de poing (semi-automatiques) et les pistolets automatiques (sans pour autant être des pistolets mitrailleurs comme le Beretta 93R). Le PP-2000 russe est placé dans cette dernière catégorie alors que c'est un pistolet mitrailleur. L'Akimbo est également possible avec des pistolets mitrailleurs et deux fusils à pompes (Le Ranger et Le Model 1887).
Lors du combat dans la salle des douches, on peut reconnaître la trame sonore et l'endroit du film. Le jeu fait référence au combat qu'il y a eu dans le film The Rock  mettant en vedette Sean Connery, Nicolas Cage et Ed Harris sorti en 1996.

### Mode multijoueur
Le mode multijoueur reste basé sur le système de Call of Duty 4, c'est-à-dire: conservation du système de grade (70 niveaux et un système de prestige avec 10 prestiges), de la personnalisation des classes, des atouts, des bonus lors des ennemis tués d'affilée (ces derniers peuvent cependant être choisis par le joueur contrairement au précédent opus dans lequel ils étaient prédéfinis), de titres, d'emblèmes, de défis, etc.
Il est possible de personnaliser les bonus après des ennemis tués d'affilée (killstreaks), par exemple par l'utilisation d'un AC-130 dont le joueur a pu manier les canons dans une mission solo de Call of Duty 4(nommée "La mort vient du ciel", dans l'acte I), ou d'une bombe nucléaire difficile à avoir (25 tués d'affilée) mais dévastatrice puisqu'elle met un terme à la partie dès qu'elle explose (l'équipe qui l'a lancée est alors désignée gagnante quels que soient les scores par ailleurs).
La structure de personnalisation d'une classe a changé : il est maintenant proposé dans Modern Warfare 2 une arme principale, une arme secondaire (pouvant tous les deux être équipé de divers accessoires), un équipement (explosif ou tactique), une grenade non létale, 3 atouts ainsi qu'un bonus de morts que le joueur obtient lorsqu'il meurt plusieurs fois d'affilée sans pouvoir faire de victimes. Celui-ci ne fait plus effet lorsque le joueur parvient à effectuer une élimination (il obtiendra alors un bonus "retour"). L'ancien atout « martyr » issu de Call of Duty 4 a été déplacé dans cette dernière section. Il est possible cette fois « d'améliorer » les atouts, en une version « pro ». Un défi propre à chaque atout permet, une fois rempli, de les améliorer pour qu'ils soient plus performants. Par exemple, l'atout "marathon" qui permet au joueur de sprinter indéfiniment, devient, une fois le défi "pro" terminé (courir une certaine distance) "marathon pro". Il permet toujours de courir indéfiniment mais aussi d'accélérer le passage d'obstacle. De ce fait, certains atouts du premier Modern Warfare ont été fusionnés à d'autres atouts : l'atout pillard qui permet de se ravitailler aussi bien en munitions qu'en équipement sur les ennemis morts permet de transporter plus de munitions lorsque celui est en version pro, ce qui était l'effet de l'atout cartouchière dans Call of Duty 4. De plus, les armes secondaires peuvent débloquer leurs propres accessoires, mais ne disposent pas de camouflage, ceux-ci étant réservés aux armes principales (il suffit de tuer un certain nombre d'ennemis en pleine tête pour pouvoir les obtenir). De nouveaux accessoires d'arme principale peuvent être débloqués en utilisant d'autres accessoires, par exemple, la lunette thermique est débloquée en utilisant la lunette de visée ACOG.
Une vidéo d'une partie en CTF a confirmé l'arrivée du mode évidemment, mais aussi d'un système de migration d'hôte en cours de partie, de couteaux de lancer (qui peuvent être récupérés) et la possibilité de mettre deux accessoires sur une arme (atout « Bling Bling »).
La version PC n'a pas de serveur dédié et de modding, mais un système de matchmaking similaire aux consoles: l'IWNET lié à Steam (donc PunkBuster est remplacé par VAC). Une nouvelle très mal accueillie à son annonce par la communauté des joueurs sur PC. Le nombre de joueurs sur cette plate-forme est limité à 9 contre 9 comme sur console.
Un nouveau mode de jeu existe par rapport aux autres jeux de la série, la 3e personne. Il permet aux joueurs d'évoluer en voyant leur personnage, ce qui en fait un mode inédit pour un FPS et le plus technique, donc réservé aux gens pouvant se passer de la 1ère personne et aux professionnels. [réf. nécessaire]

### Mode Opérations Spéciales
Le mode Opérations Spéciales (Spec Ops en anglais) est un mode de jeu composé de missions hors-campagne solo dans l'esprit de l'épilogue du 4. Elles peuvent être jouées à 2 en coopération (cependant, pas de co-op dans la campagne solo) localement en split screen (seulement pour les versions console), en ligne ou même tout seul (mais certaines missions ne sont faisables qu'à deux). L'ensemble de ces missions serait d'une longueur égale à la campagne solo.[réf. nécessaire]
Il y a 5 ensemble de missions (Alpha, Bravo, Charlie, Delta et Echo) que le joueur  débloque un par un en gagnant un certain nombre d'étoiles. Ces étoiles peuvent être gagnées en accomplissant une des missions du mode disponible. Il y a au total 69 étoiles, soit 23 Opérations Spéciales.
Le nombre d'étoiles à obtenir varie en fonction de la difficulté : 1 pour la difficulté seconde classe, 2 pour la difficulté commando et 3 pour la difficulté vétéran. Mais parfois le nombre d'étoile varie selon d'autres paramètres, tels que la durée pour terminer la mission. Outre la difficulté et le nombre d'étoile, le choix entre ces trois modes va faire varier le nombre d'ennemis, de civils, de temps on peut aussi y jouer en ligne avec un ami.

## Développement et réalisation
Un premier teaser (bande-annonce) a été dévoilé au GDC 2009. La bande annonce est également visible sur le site officiel du jeu, et Infinity Ward nous propose même de l'analyser (en utilisant les fonctionnalités de zoom, et de vue en image par image du site).
Une vidéo de promotion du gameplay a été révélée le 10 mai 2009. Le jour suivant, le manager communautaire Robert Bowling a posté sur son blog que le Game Informer du mois de juin contient les premières informations et captures d'écrans du jeu. La version complète de la bande annonce a été diffusée le 24 mai aux États-Unis durant la finale de la Conférence Est de NBA à la télévision.
Une démonstration sur grand écran jouée par Jason West, chef d'Infinity Ward a été montrée durant la conférence de presse de Microsoft à l'E3 2009. Il a également été annoncé à l'occasion que les deux premiers map packs seront temporairement exclusifs sur Xbox 360.
Après un long silence sur le mode multijoueur, le 27 juillet 2009, une première vidéo est révélée sur Youtube
Le jeu qui a été jouable pour la première fois au public lors du Festival du jeu vidéo, a été déconseillé aux moins de 18 ans par PEGI pour cette occasion. C'est le deuxième titre de la série après World at War à avoir reçu cette notation, malgré le fait qu'il n'y ait pas de démembrements contrairement à ce dernier, ou de scènes particulièrement plus violentes que ses prédécesseurs. Cependant, il existe une scène troublante au début du jeu où le joueur  doit tuer des civils afin d'infiltrer les rangs des terroristes (ce passage est facultatif, et peut être évité).
Une autre bande annonce est diffusée durant un match de sport : le 4 octobre, pendant la NBC Sunday Night Football (en).
Quelques jours avant la sortie du jeu, une vidéo d'Infinity Ward concernant le lancer de grenade de façon aléatoire en multijoueur est diffusée sur YouTube. La vidéo prend la forme d'un message de prévention télévisé dans lequel le lanceur américain Cole Hamels, fan du jeu, fait une apparition en tant que personnage dans le jeu. Sur le champ de bataille, il sort d'un Humvee, habillé en soldat américain avec une casquette des Phillies. Il explique ensuite que ça n'est pas « cool » de recevoir une grenade lancée aléatoirement en cours de partie, et décourage cette tactique en disant que c'est pour les tapettes (« they're for pussies »). À la fin de la vidéo, il reçoit une pluie de grenades collantes qui restent collées à son uniforme, et explose finalement avec son véhicule. La vidéo se termine en donnant le nom de la pseudo-association : « Fight Against Grenade Spam » qui veut dire « Luttez contre l'abus de grenade ». L'acronyme de ce nom donne F.A.G.S. signifiant pédés en anglais américain. À la suite de la demande de deux journalistes de la presse spécialisée, Robert Bowling a retiré la vidéo de la page YouTube pour son caractère controversé.
Le 4 novembre, soit 6 jours avant la sortie officielle du jeu, une bande annonce de lancement a été diffusée avec Till I Collapse de Eminem en musique de fond.

### Moteur de jeu
Modern Warfare 2 réutilise le moteur de Call of Duty 4 (qui est en fait une lourde modification de l'id Tech 3) mais en une version supérieure. Il intègre cette fois une technologie de texture en streaming qui permet d'avoir un monde plus vaste avec des graphismes de haute qualité sans perdre en fluidité.
Infinity Ward aurait travaillé également sur le problème des spawns à l'infini. Ce fâcheux système faisait apparaître des ennemis en continu tant que le joueur  n’avait pas atteint un certain point. Les développeurs l'auraient remplacé par une IA plus intelligente et plus indépendante.
Désormais, les grenades suivront mieux les lois de la physique, ce qui les fera réagir de façon plus réaliste par rapport à leur environnement. Par exemple, une grenade dans une pente va rouler vers le bas.
Les versions consoles du jeu ont une résolution native de 1024x600 pixels.

### Son
Pour la version anglaise, la distribution comprend une palette d'acteurs plus ou moins connus tels que Kevin McKidd pour le rôle du Capitaine MacTavish, Craig Fairbrass (qui a déjà prêté sa voix à "Gaz" dans Call of Duty 4 en VO) pour Ghost, Barry Pepper pour Dunn, Keith David pour Foley ou encore Glenn Morshower pour "Overlord" (le commandement américain). Billy Murray qui a fait la voix du Capitaine Price du premier Modern Warfare, a été à Los Angeles pour reprendre son rôle dans le nouvel épisode. En version française, Cédric Dumond qui double Ghost, Emmanuel Karsen pour le capitaine MacTavish et Marc Alfos pour le capitaine Price sont retrouvés.
D'après l'agence The Gorfaine/Schwartz Agency, Hans Zimmer a composé la bande son du jeu. Ce fut son premier travail pour un jeu vidéo. Il a en fait seulement composé les thèmes principaux comme son ami Harry Gregson-Williams l'avait fait pour le premier Modern Warfare (la bande son ayant été composée par Lorne Balfe).

### Éditions limitées
Le 13 juillet 2009, Bowling dévoile les différentes éditions du jeu sur YouTube. L'édition « Prestige » limitée qui est la plus chère aura des lunettes de vision nocturne visible dans le noir jusqu'à environ 15 mètres (mais elles ne seront pas disponibles en Belgique, interdites par la loi). Aussi, seules les boîtes de l'édition normale comportent le nom « Call of Duty » contrairement aux deux autres éditions collectors. Une version limitée un peu moins chère, la "Hardened" a seulement un artbook, un boîtier en métal et un code pour télécharger Call of Duty sur le Xbox Live ou le PlayStation Network. Ces versions collector sont seulement sorties pour les consoles.
Une offre groupée avec la Xbox 360 est sortie en édition limitée. Le pack comprend notamment la console (noire avec un design spécial Modern Warfare 2), deux manettes sans fil noires, un casque filaire noir, un disque dur 250 Go et bien sûr le jeu.

## Accueil

### Critiques
Call of Duty: Modern Warfare 2 reçoit une majorité de bonnes notes de la part des rédactions professionnelles du jeu vidéo. Cette suite est considérée comme une bonne continuation de son prédécesseur même si elle n'a que peu de nouveautés par rapport à celui-ci. Tous applaudissent la mise en scène de la campagne plus spectaculaire que jamais. On lui reproche cependant d'être trop courte mais on s'accorde à dire que le multijoueur exceptionnel et le nouveau mode de coopération compensent et rallongent cette durée de vie.
Cependant, sur la version PC, il n’en est pas de même. De la part des joueurs aussi bien que des critiques,, elle a reçu de vifs reproches notamment à cause de l'absence de serveurs dédiés. En effet, tous les serveurs sont hébergés en local (par les joueurs eux-mêmes) comme sur les versions consoles, ce qui provoque des montées de ping importantes, le nombre de joueurs par partie a lui aussi été modifié passant à une limite de 18 (9 vs 9). D'autres fonctionnalités propres à la version PC (présentes dans les épisodes précédents) ont été enlevées telles que l'action de se pencher et la possibilité de faire des mods. Le jeu en lui-même est identique aux versions consoles, mais ces lacunes de fonctionnalités par rapport aux opus précédents sur PC ont été critiquées par les joueurs de cette plate-forme (les rédacteurs professionnels qui font en majorité des tests sur toutes plates-formes confondues n'ont pas spécialement critiqué la version).
Il y a également beaucoup de bugs en multijoueur : l'absence d'une bêta publique est critiquée avant la sortie du jeu qui aurait pu éviter autant de problèmes. De plus, certaines mécaniques exploitables du jeu en multijoueur sont critiquées.

### Ventes
Call of Duty: Modern Warfare 2 a été vendu a plus de 7 000 000 d'unités le jour de sa sortie dont environ 4 700 000 d'unités aux États-Unis et au Royaume-Uni. Ce qui en fait le jeu vidéo le plus vendu en un jour, dépassant le précédent record de Grand Theft Auto IV (4 millions). Le record de Modern Warfare 2 est cependant dépassé par son petit frère (Modern Warfare 3) puisqu'il s'est vendu à 9,3 millions d'unités le jour de sa sortie.
Le total des recettes après cinq jours de ventes était de 550 millions de dollars dans le monde, ce qui fait de Modern Warfare 2 le plus grand lancement d'un produit culturel de l'Histoire.
En 2013, IGN annonce que les ventes du jeu ont atteint les 22,7 millions de copies.
Le PDG d'Activision Blizzard, Robert Kotick annonce alors que le jeu aurait généré plus de 3 milliards de dollars de chiffre d'affaires.

### Controverses et censure
Avant même sa sortie, des vidéos (illégales) du jeu ont été diffusées sur plusieurs sites d'hébergement. L'une d'elles montre le niveau « Pas de russe », où le joueur peut massacrer des civils dans un aéroport russe (fictif) en incarnant un agent de la CIA infiltrant les rangs des terroristes. La vidéo, et par conséquent le jeu en lui-même suscite la polémique avant même qu'il sorte. Certaines versions du jeu ont été modifiées suivant les pays concernant cette mission : au Japon et en Allemagne, le fait de tuer un civil résulte en échec (par ailleurs, Square Enix qui a édité le jeu au Japon a commis des erreurs de traduction dont une dans cette mission : la phrase de Makarov « Pas de russe » a été traduite par « Tuez les russes », donnant l'impression qu'il ait commis un crime haineux ce qui serait absurde vu qu'il est lui-même russe); en Russie, la mission a été tout bonnement enlevée.
En plus de la vidéo F.A.G.S. citée plus haut, Infinity Ward a été accusé par certains d'homophobie en raison d'un easter egg dans la mission d'entraînement où le joueur entend le dialogue entre deux soldats américains à propos de la politique de l'armée américaine sur l'homosexualité.

## Postérité
Annoncées dès l'E3 2009, les cartes multijoueurs additionnelles de Modern Warfare 2 sont sorties le 30 mars sur le Xbox Live, et quelque temps après sur le PlayStation Network ainsi que sur PC, comme prévu par le contrat d'exclusivité temporaire avec Microsoft. Le contenu additionnel nommé « Stimulus Package » est composé de 5 cartes, dont deux reprises de Call of Duty 4 (« Envahi » et « Crash »). Il a notamment été critiqué[source secondaire souhaitée] pour son prix de 14 € ou 1200 MS points avec seulement 3 « vraies » nouvelles cartes. Quelques mois après, un second pack, le « Resurgence Package » est sorti au même prix et avec le même nombre de cartes que le Stimulus[source secondaire souhaitée] : 5 nouvelles dont 2 tirées de Modern Warfare, premier du nom.
La fin de la campagne solo laisse présager une suite pour Modern Warfare 2, mais les deux anciens directeurs d'Infinity Ward, Jason West et Vince Zampella désiraient créer une nouvelle série après avoir achevé Modern Warfare 2 (c'est en tout cas ce que leur permettait une lettre d'intention signée avec Activision). Ils ont cependant été licenciés en mars 2010 et engagent actuellement une plainte contre leur ancien employeur pour les droits sur la licence Modern Warfare (qui s'étend également à tous les Call of Duty se déroulant dans une époque post-Viêt Nam). La lettre d'intention stipule qu'une autorisation écrite de Zampella et West est nécessaire pour créer un tel jeu. En fonction de ce que le tribunal décidera, l'avenir de la série Modern Warfare reste indéterminé. Activision mentionne Modern Warfare 3 dans sa demande reconventionnelle contre la plainte : la pré-production du jeu aurait été retardée par West et Zampella qui voulait l'utiliser comme une arme dans les négociations avec Activision.
Le jeu est finalement découvert (à la suite de fuites) et annoncé officiellement sous le logo Call of Duty: Modern Warfare 3 en mai 2011[source secondaire souhaitée]. Il fait suite aux évènements de Modern Warfare 2 qui ont empiré vers un troisième conflit mondial[source secondaire souhaitée].

### Produits dérivés
Des bandes dessinées Modern Warfare 2: Ghost en 6 parties seront réalisées par DC Comics et Wildstorm. Le scénariste est David Lapham.
Mad Catz a développé des accessoires Modern Warfare 2 pour sa sortie, tels que des manettes ou des claviers.
Une statue Art FX de Soap MacTavish sculptée par Kotobukiya est disponible à partir de la date de sortie du jeu et une statue taille réelle de Ghost de la Task Force 141 a été sculptée par le Studio Oxmox en tirage limité[source secondaire souhaitée].